# Chronik (Cassiodor)
Bei der vom spätantiken Gelehrten und Politiker Cassiodor verfassten Chronica handelt es sich um eine lateinische Weltchronik. Sie reicht von der christlichen Schöpfungsgeschichte über die altorientalische Geschichte bis in das Jahr 519 n. Chr., wobei der Schwerpunkt auf der römischen Geschichte liegt.
Das Ende 518 verfasste Werk ist dem Goten Eutharich gewidmet (dem Schwiegersohn des seit 489/93 in Italien herrschenden Ostgotenkönigs Theoderich), der 519 das Konsulat antrat, das immer noch überaus prestigeträchtig war. Es handelt sich bei der Chronik um einen knappen historischen Abriss der Weltgeschichte aus römischer Perspektive, wobei eine Liste der römischen Konsuln mit fast tausend Namen und kurzen historischen Bemerkungen eingebettet ist. Sie kann somit der Gattung der sogenannten consularia zugeordnet werden, die kompakte Überblickslisten boten, wenngleich Cassiodor die offensichtliche Auftragsarbeit selbst als Chronica bezeichnete.
Als Quellen dienten Cassiodor in erster Linie verschiedene spätantike Chroniken, vor allem die des Hieronymus und des Prosper Tiro von Aquitanien; des Weiteren hat er sich auf eine Epitome des Titus Livius und auf Aufidius Bassus gestützt (direkt oder wie bei Livius über eine Zwischenquelle). Ebenso wurde eine Variante der Consularia Italica herangezogen, einer spätantiken Konsularliste, die in Italien angefertigt wurde. Die Chronik ist nur in zwei Manuskripten aus dem 10./11. Jahrhundert überliefert.
Die Chronik ist inhaltlich aufgrund oft nur sehr knapper Notizen wenig ergiebig, aber aufgrund der Konsularliste nicht ganz unbedeutend. Sie steht außerdem stellvertretend für das Bemühen Cassiodors, im Übergang von Spätantike zum Frühmittelalter, die römische Geschichte in Einklang mit den neuen politischen Verhältnissen in Italien zu bringen, wo nun nach 476 im Zusammenhang mit dem Umbruch der Völkerwanderungszeit wie überall im Westen „barbarische Herrscher“ regierten. Das dafür benutzte Medium (eine typisch römische Konsularliste) war sicherlich bewusst gewählt.

## Textausgabe
- Theodor Mommsen (Hrsg.): Auctores antiquissimi 11: Chronica minora saec. IV. V. VI. VII. (II). Berlin 1894, S. 120–161 (Monumenta Germaniae Historica, Digitalisat)